# روندا بايرن
روندا بايرن (بالإنجليزية: Rhonda Byrne)‏ (من مواليد 12 مارس، 1951) هي كاتبة ومنتجة للتلفزيون أسترالية الجنسية، ومن أشهر أعمالها السر (كتاب) وفيلم السر. وبحلول ربيع عام 2007، بلغت مبيعاتها من الكتاب أكثر من 19 مليون نسخة و2 مليون نسخة من الفيلم.
وفقا لمقالة نشرت في11 يناير 2009 في مجلة فوربس، حقق الكتاب والفيلم حوالى 300 مليون دولار. وذكر موقع فوربس أيضا أيضا أن كتاب «السر» حقق لها دخلا قدره 12 مليون دولار في عام 2006. بالإضافة لكتاب السر لها كتاب آخر اسمه «القوة» تعرض به الكاتبة للقراء الطريق للحياة الرائعة. الكتاب أيضا يثرينا من معرفة الكثير من الاشياء الايجابية والجيدة الحقيقية في حياتنا.

## وصلات خارجية
- الموقع الرسمي
- روندا بايرن على موقع IMDb (الإنجليزية)
- روندا بايرن على موقع إن إن دي بي (الإنجليزية)
- روندا بايرن على موقع قاعدة بيانات الفيلم (الإنجليزية)